# Fritz-Ernst Fechner
Fritz-Ernst Fechner (* 25. Juli 1921 in Berlin; † 19. Dezember 2005 in Berlin) war ein deutscher Schauspieler und Hörspielregisseur.

## Filmografie
- 1957: Polonia-Express
- 1958: Geschwader Fledermaus
- 1959: Eine alte Liebe
- 1959: Weimarer Pitaval: Der Fall Harry Domela (Fernsehreihe)
- 1959: Der kleine Kuno
- 1960: Fernsehpitaval: Der Fall Haarmann (Fernsehreihe)
- 1960: Fünf Patronenhülsen
- 1960: Fernsehpitaval: Der Fall Dibelius – Schnoor
- 1961: Der Fall Gleiwitz
- 1969: Befreiung (Освобождение – Oswoboschdenije)
- 1971: KLK an PTX – Die Rote Kapelle
- 1976: Der Weg ins Nichts
- 1977: Graureiher
- 1980: Polizeiruf 110: In einer Sekunde (TV-Reihe)
- 1982: Berühmte Ärzte der Charité: Arzt in Uniform
- 1986: Rund um die Uhr (Fernsehserie)
- 1987: Bebel und Bismarck (Fernseh-Dreiteiler)

## Hörspiele und Features
Rundfunk der DDR - Regie
- 1960: Georg W. Pijet: Liebesheirat
- 1961: Clifford Odets: Wo ist Lefty
- 1961: Reszö Szirmai: Jedermanns Weihnachtsbaum
- 1961: Klaus Glowalla: Mordprozeß Consolini
- 1962: Rolf Schneider: Jupiter-Sinfonie
- 1962: Miroslav Mráz: Der Blick vom Felsen
- 1963: Karl-Heinrich Bonn: Das Spiel der Wölfe
- 1963: Klaus Beuchler: Sprung über den Schatten
- 1964: Georg W: Pijet: Mietskaserne
- 1967: Siegfried Pfaff: Regina B. – Ein Tag in ihrem Leben
- 1967: Maxim Gorki: Wassa Schelesnowa
- 1968: Ernst Bruun Olsen: Der viktorianische Pavillon
- 1968: Erasmus Schöfer: Denkmal Pfeiffer
- 1968: Willi Bredel: Verwandte und Bekannte
- 1969: Fritz Selbmann: Ein weiter Weg (Hörspiel (8 Teile))
- 1969: Peter Albrechtsen: Extrastunde
- 1970: Wolfgang Kohlhaase: Ein Trompeter kommt
- 1972: Günther Deicke: Das entscheidende Jahr (Feature)
- 1972: Rudolf Bartsch: Der geschenkte Mörder (Kriminalhörspiel)
- 1972: Nachhilfestunden bei Louis Fürnberg (Feature)
- 1973: Jerzy Janicki: Die Ballade von den berühmten Brüdern Bodziak
- 1973: Helmut Preißler: Die Maximen des Kaisyn Kulijew (Feature)
- 1973: Hans Siebe: In Sachen Rogge (Hörspielreihe: Tatbestand Nr. 2)
- 1974: Wolf D. Brennecke: Abriss eines Hauses
- 1974: Ernst Röhl: Minna Plückhahn will es wissen
- 1975: Fritz Rudolf Fries: Paris oder wie ist es (Feature)[1]
- 1976: Rudolf Bartsch: Der geschenkte Mörder (Kriminalhörspiel)
- 1976: Hans Siebe: Der Tod des Reinhard Kunelka (Kriminalhörspiel)
- 1977: Gerd Zebahl: Kumpane (Kriminalhörspiel/Kurzhörspiel)
- 1977: Rudolf Elter: Die Kronzeugin
- 1977: Jan Eik: Ferien in Vitkevitz
- 1978: Hans Siebe: Sommer in Kriebusch
- 1978: Karl-Heinz Tesch: Der schreckliche Gott
- 1979: Horst G. Essler: Roboter weinen nicht (Kriminalhörspiel)
- 1980: Brigitte Hähnel: Freitagnacht
- 1982: Fritz-Ernst Fechner/Andreas Reinhardt: Orest in acht Tagen - der Schauspieler Friedrich Richter (Feature)
- 1983: Linda Teßmer: 21:00 Uhr Erlenpark (Kriminalhörspiel/Kurzhörspiel)
- 1986 Fritz-Ernst Fechner/Andreas Reinhardt: Das Wort Wirt ist mir sympathischer - über den Berliner Gastwirt Horst Jessen (Feature)
- 1989: Alfred Eichhorn/Andreas Reinhardt Zwischen Atemlosigkeit und Mut (Feature)

Rundfunk der DDR - Sprecher
- 1958: Wera Küchenmeister/Claus Küchenmeister: Damals achtzehn – neunzehn – Regie: Helmut Hellstorff (Dokumentarhörspiel)
- 1987: Erich Kästner: Fabian oder Der Gang vor die Hunde – Regie: Joachim Staritz